# Catacombe

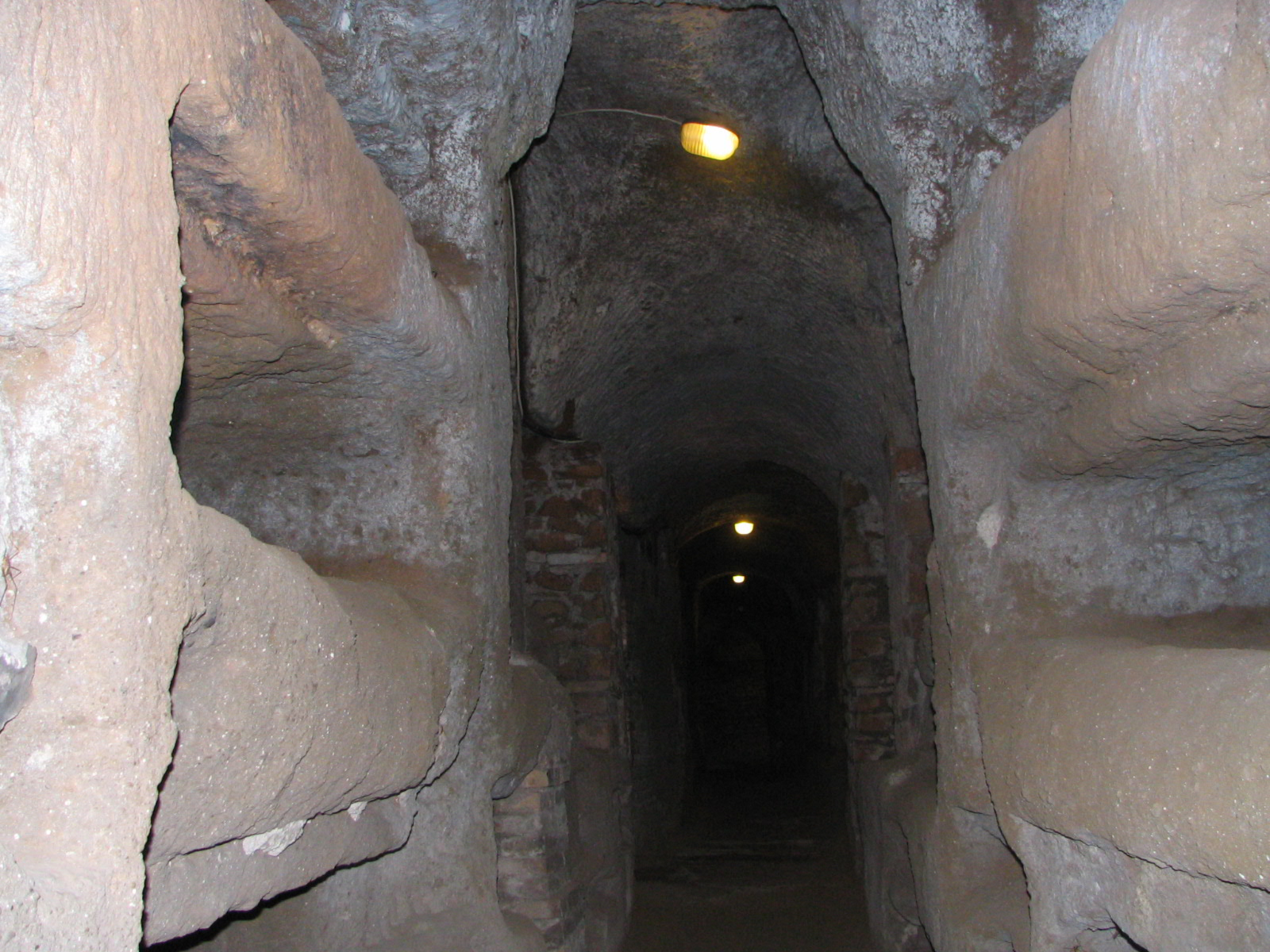
Catacombe

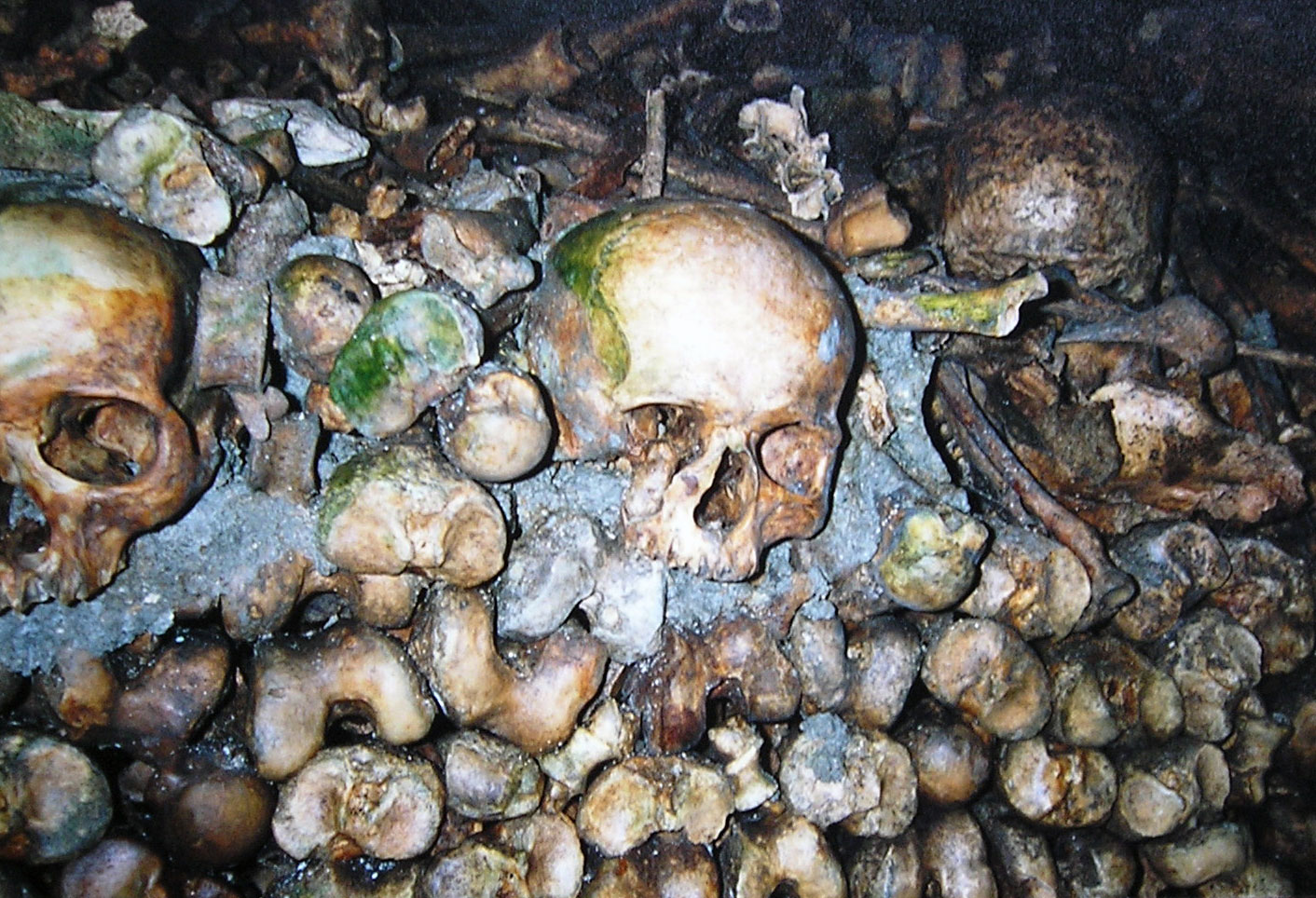
Catacombe Parijs

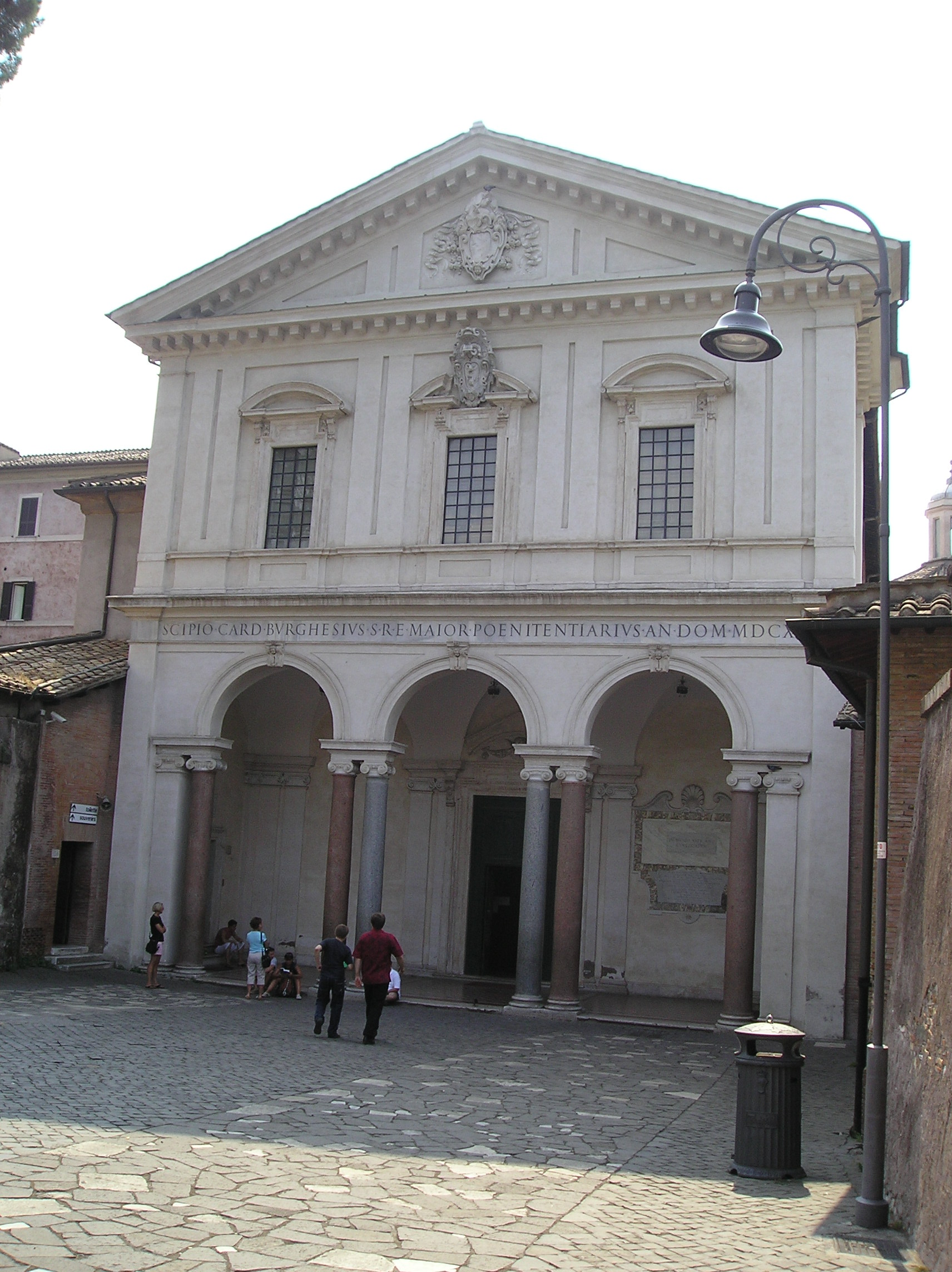
Catacombe Rome - ingang

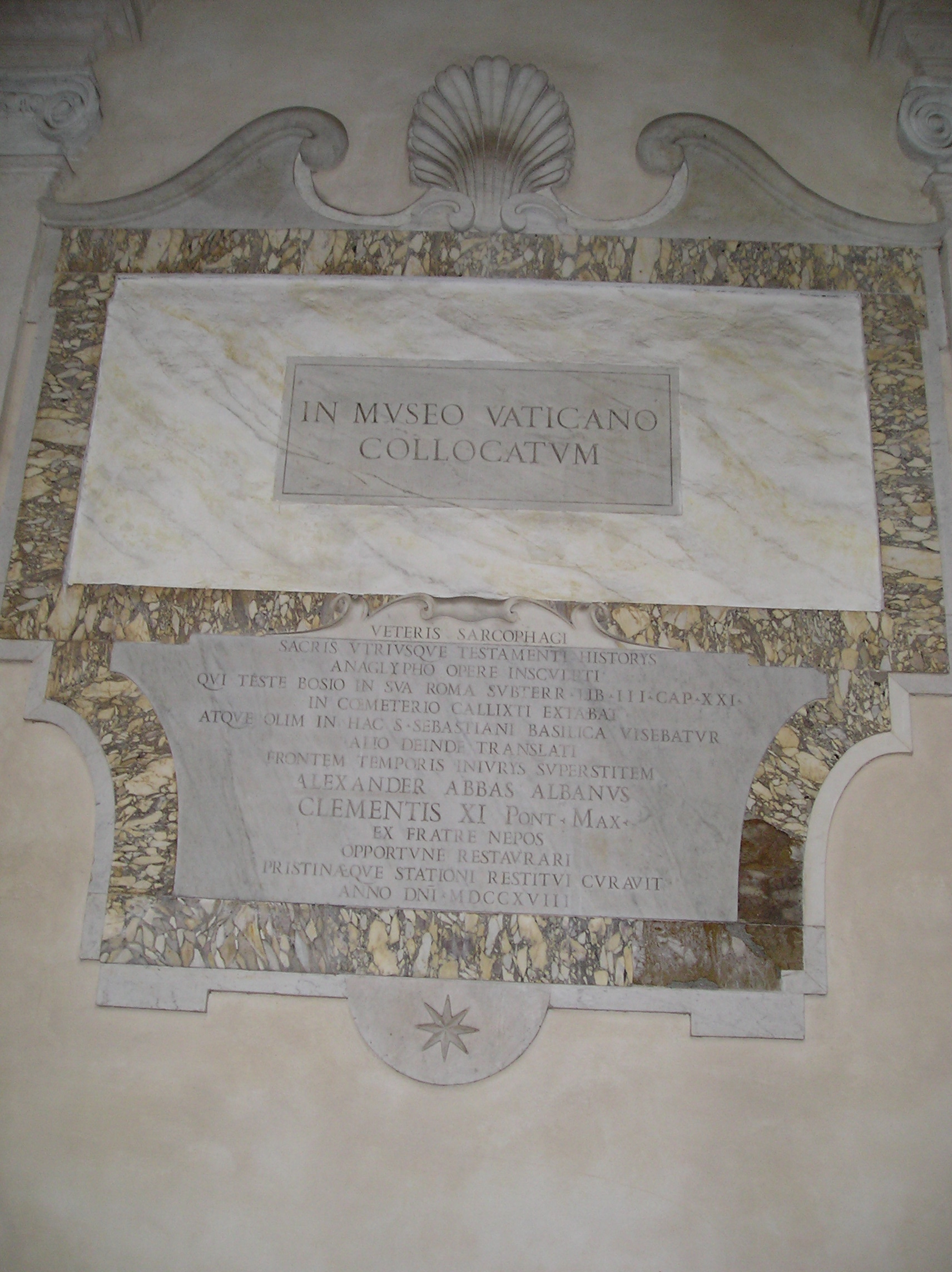
Catacombe Rome - ingang (detail)

Met catacomben worden in eerste instantie de onderaardse begraafplaatsen in Rome aangeduid. In navolging hiervan zijn ook andere onderaardse begraafplaatsen wereldwijd de naam van catacomben gaan dragen, zoals de Egyptische catacomben van Kom el Shoqafa of die in Parijs.

## Algemene beschrijving
Catacomben bestaan uit ingewikkelde stelsels van onderaardse gangen en vormen ware labyrinten. Ze zijn onder de grond door mensenhanden uitgehakt of -gegraven, vaak om zich te verschuilen of om doden te begraven. In de wanden zijn vaak gaten uitgehakt, waarin de doden werden bijgezet. Deze eenvoudige grafnissen worden loculi genoemd en werden afgesloten met een plaat van terracotta of van marmer. Rijkere families hadden vaak eigen grafkamers met rijkelijk versierde wanden. Er zijn onder meer Catacomben in Rome, Napels, Sicilië, Malta en Noord-Afrika, onder meer in Cyrene. In later eeuwen werden ook andere onderaardse kerkhoven en ossuaria als catacomben aangeduid, zoals die te Parijs en Valkenburg.

## Rome
De Catacomben van Rome zijn antieke tunnelstelsels met ondergrondse begraafplaatsen onder en nabij Rome. Het zijn er minstens veertig, waarvan sommige pas in de tweede helft van de twintigste eeuw zijn ontdekt. Er zijn heidense, christelijke en joodse graven te vinden, soms in aparte catacomben, maar vaak ook gezamenlijk.
De ondergrond in Rome bestaat uit zachte tufsteen en het bleek gemakkelijk daarin tunnels uit te houwen, terwijl het gesteente uithardt als het wordt blootgesteld aan lucht. Veel tunnels zijn kilometers lang en ze bestaan soms uit wel vier verdiepingen.

## Valkenburg aan de Geul
In Valkenburg is in een ondergrondse mergelgroeve, de Heidegroeve aan de Plenkertstraat, rond 1908 tot 1913 een waarheidsgetrouwe replica van de belangrijkste delen van de catacomben van Rome gerealiseerd. Deze is nog steeds te bezichtigen.

## Andere catacomben wereldwijd
- Catacomben van Parijs
- Catacomben van Kom el Shoqafa
- Catacomben van Napels
- Catacomben van de Kapucijnen (Palermo)
- Catacomben van Odessa
- Catacomben van Sousse